# Шосте вимирання II: Любов до долі (Цілком таємно)
Шосте вимирання II: Любов до долі (The Sixth Extinction II: Amor Fati) — 2-й епізод сьомого сезону серіалу «Цілком таємно». Епізод належить до «міфології серіалу» — та надає змогу глибше з нею ознайомитися. Прем'єра в мережі «Фокс» відбулася 14 листопада 1999 року.
У США серія отримала рейтинг Нільсена рівний 10.1, який означає, що в день виходу її подивилися 16.15 мільйона глядачів.

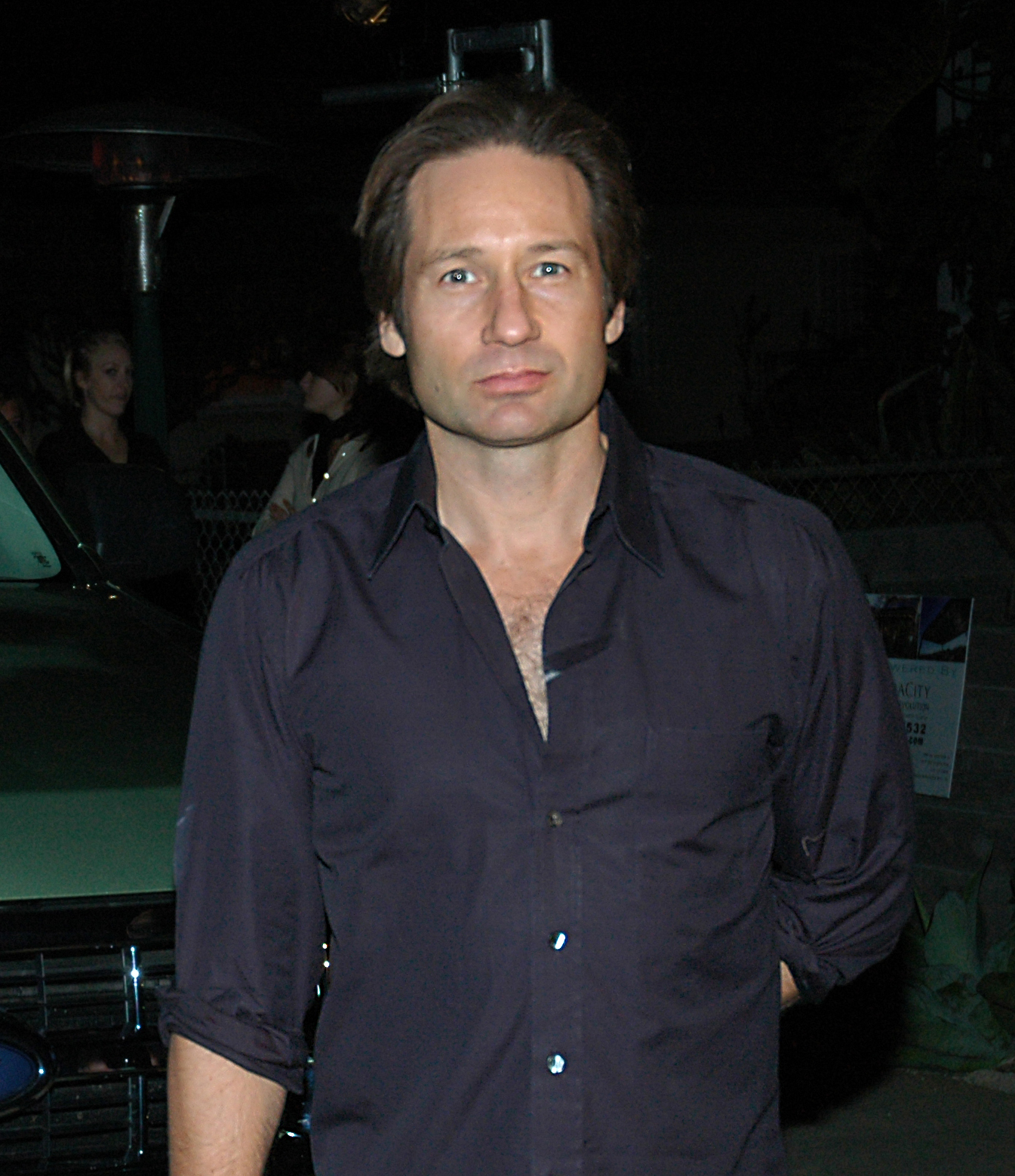

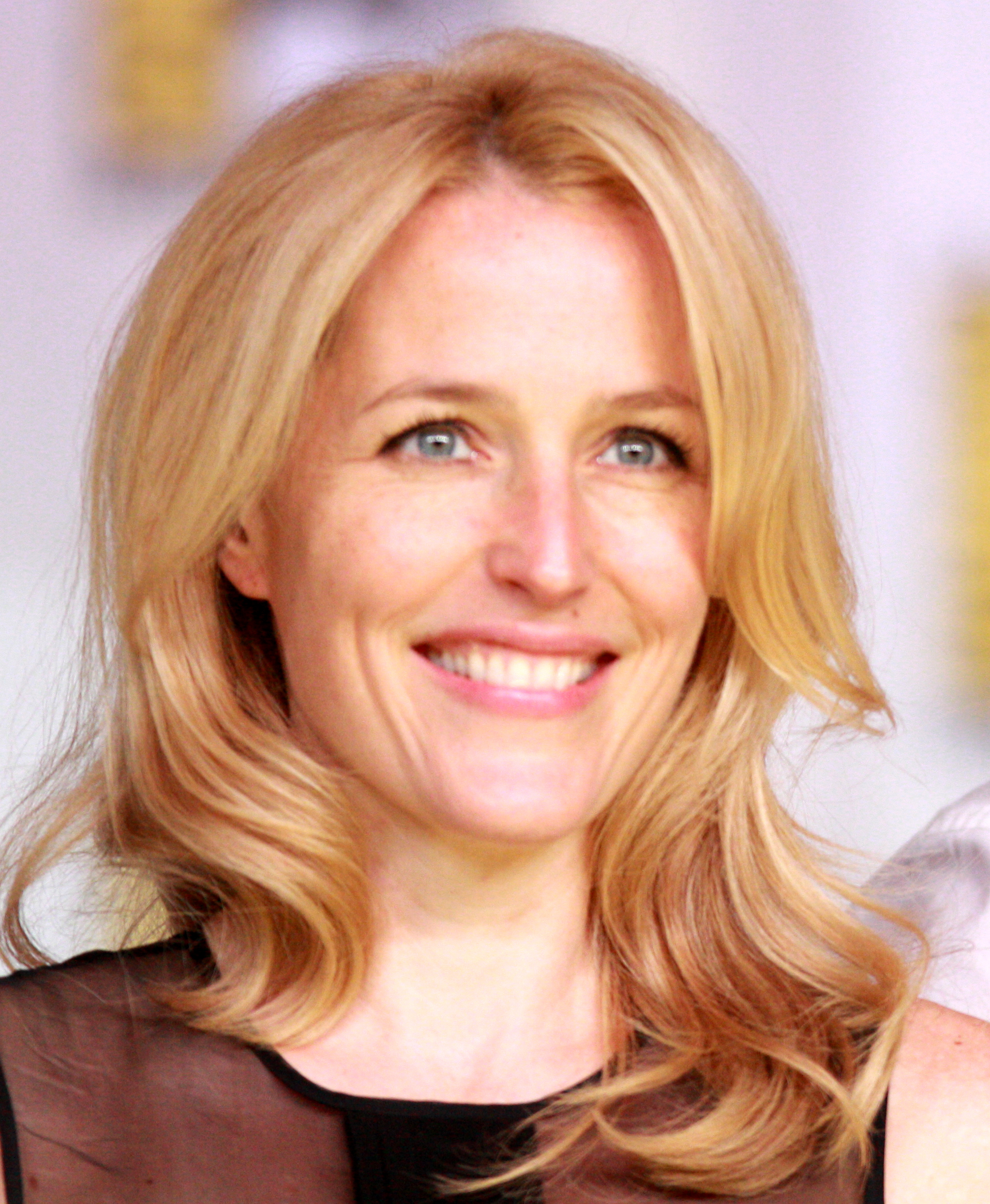

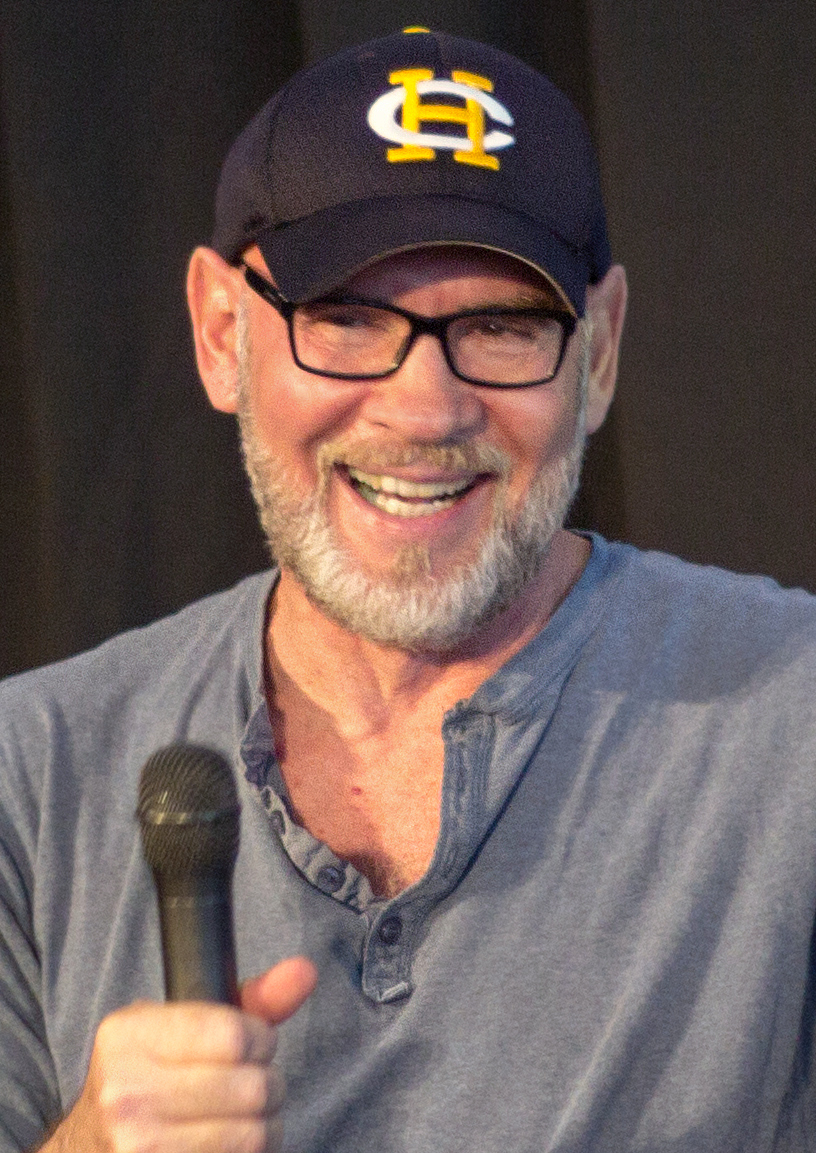

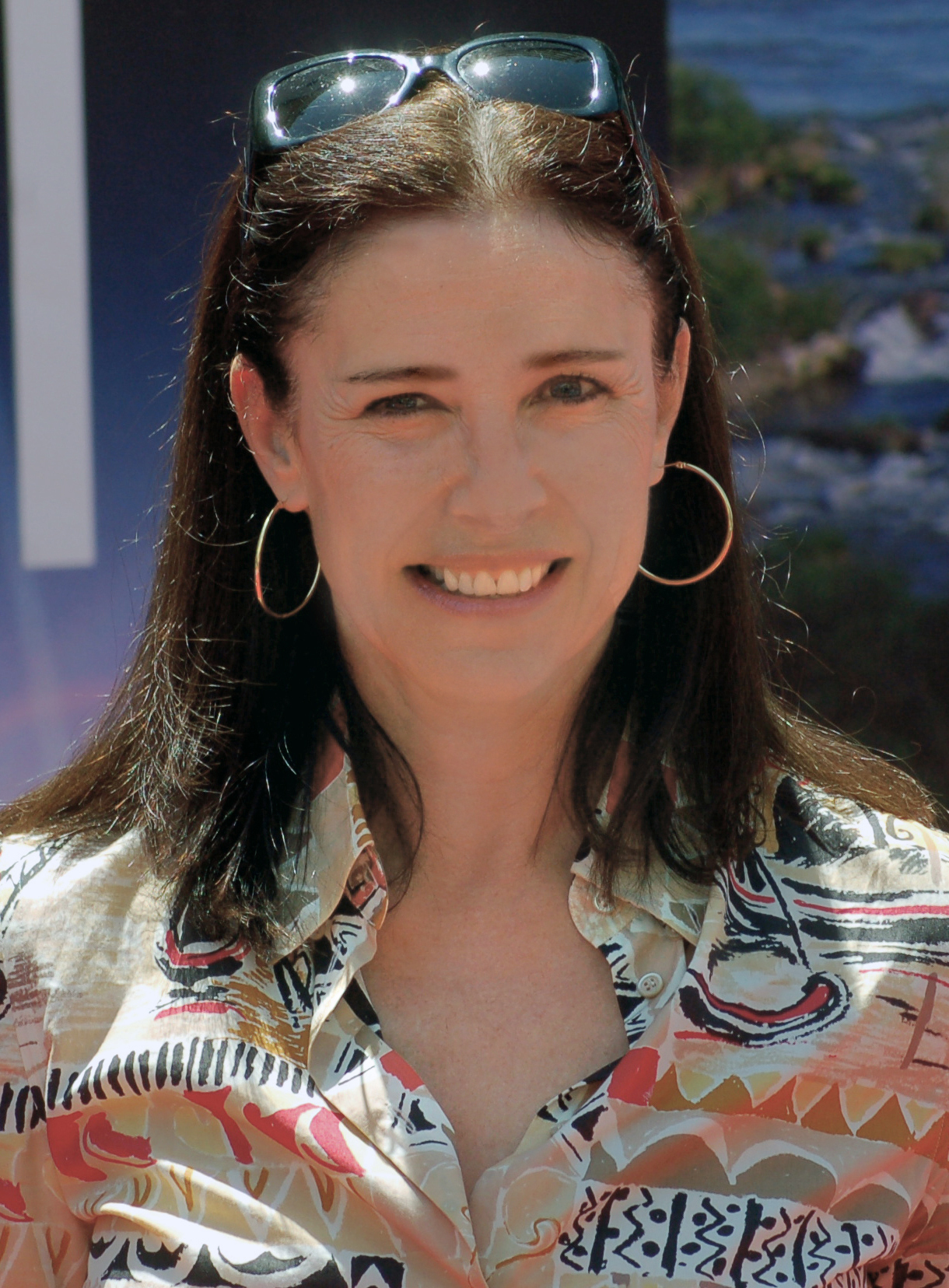

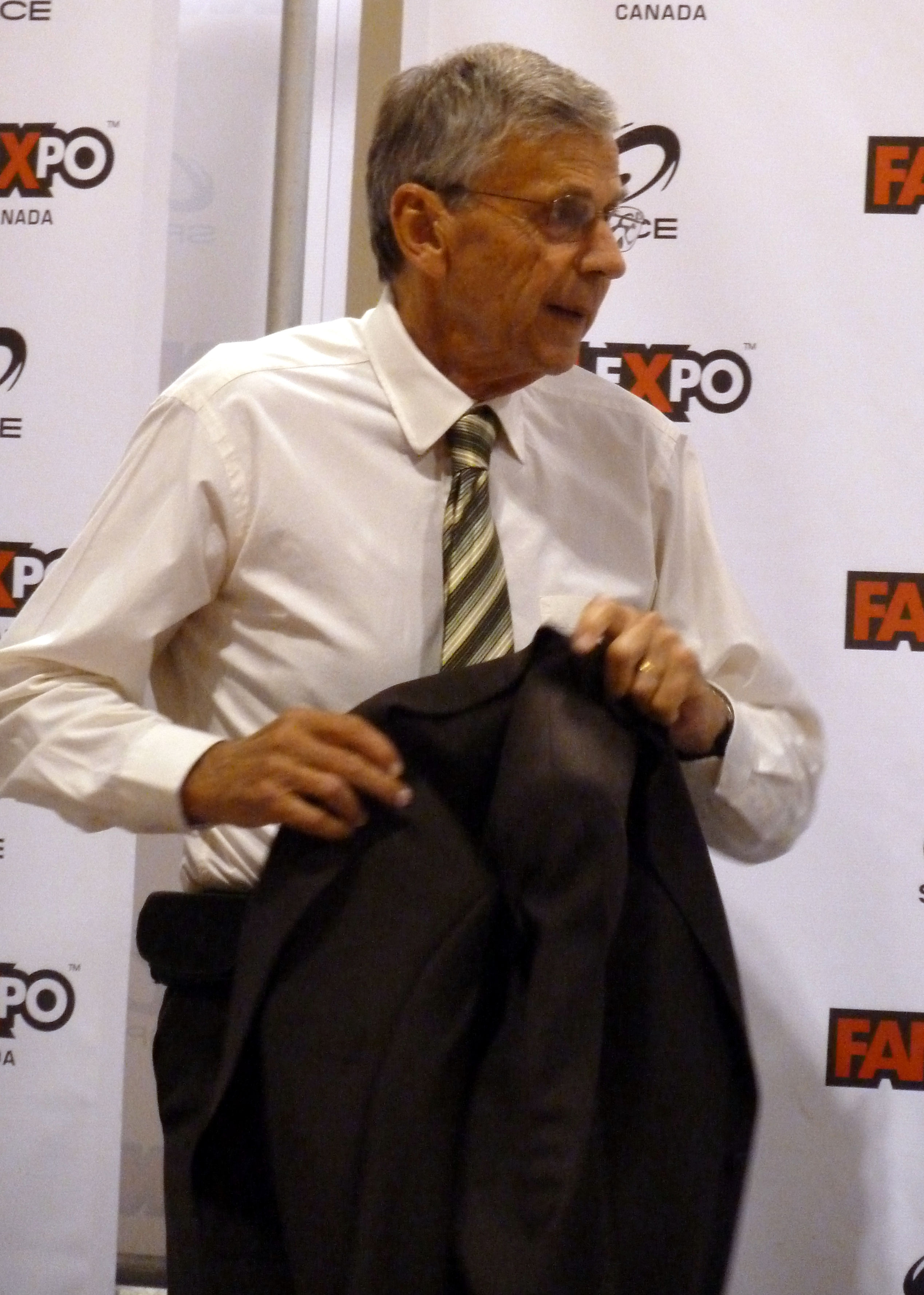

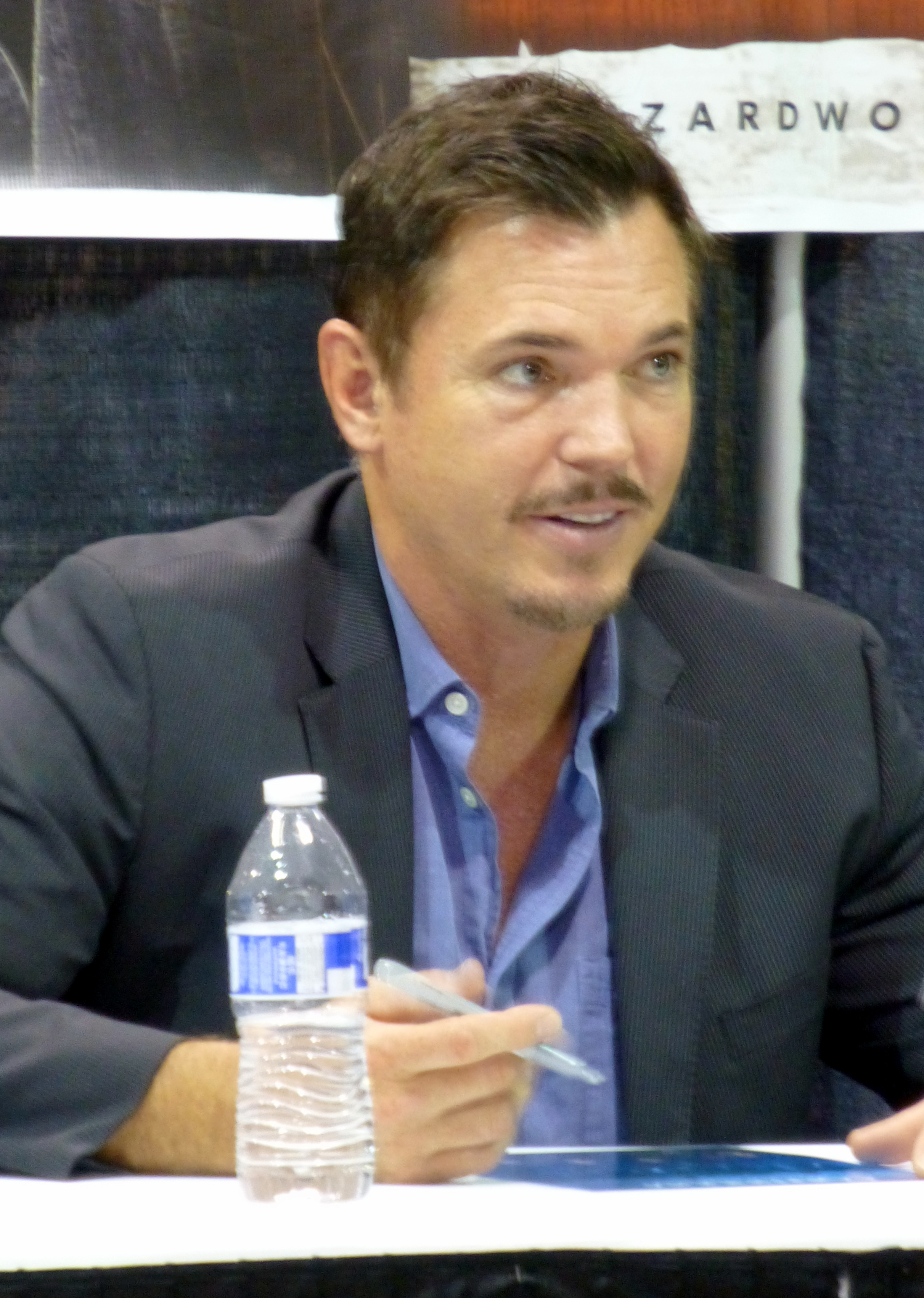

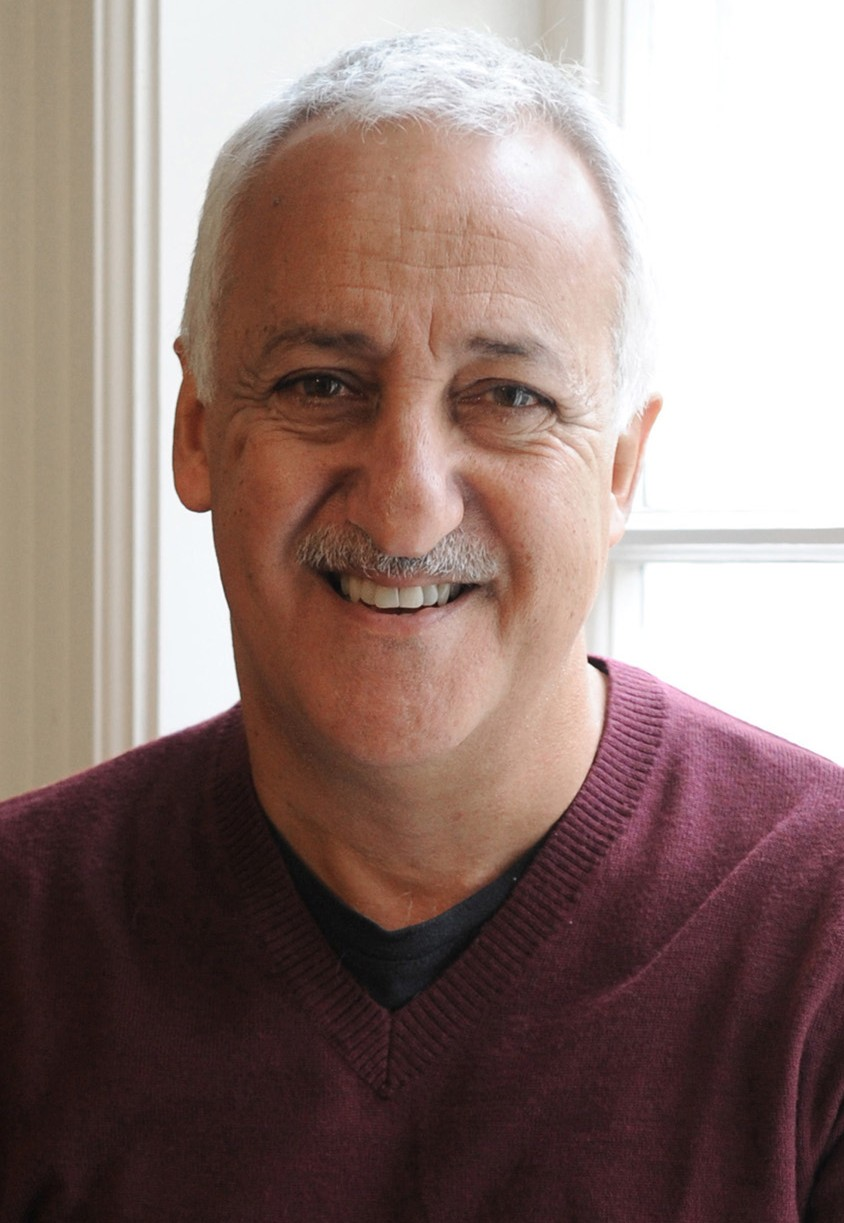

Скаллі повертається з Африки, і виявляє Малдера в коматозному стані, викликаному впливом осколків від аварії космічного корабля. Після того, як Малдер зникає з лікарні, Скаллі приєднується до Майкла Крічгау та Волтера Скіннера в його пошуках. В мареннях Курець пропонує Малдеру нове життя та новий початок. Після зустрічі з видінням Скаллі, Малдер виринає з коматозного стану і усвідомлює необхідність запобігти колонізації Землі інопланетянами.

## Зміст
Любов до долі
Малдер в якомусь уявному світі сидить на березі моря й дивиться на дружину і дитину. Голос лікаря поза кадром повідомляє матері Малдера про руйнацію його мозку. Фокс подумки кричить до матері — яка його не чує. Після того біля ліжка Малдера з'являється Курець і каже йому подумки: «Я знаю що ти мене чуєш». Малдер звертає свій погляд на нього. Курець вводить Малдеру ін'єкцію у скроню. Малдер починає говорити а Курець пасами рук підіймає його на ноги. Курець повідомляє — він його батько.
Крічгау відвідує Скаллі і стверджує, що контакт Малдера з осколком космічного корабля поновив позаземну «чорну оливу», якою він заразився три роки тому. Оскільки він заражений вірусом, Малдер є доказом чужорідного життя. Скіннер, який розшукував Малдера, розповідає Скаллі, що мати Фокса виписала його з лікарні. Скіннер відсторонюється від справи — аби не зашкодити розслідуванню Дейни. Курець везе Малдера до незнайомого району. Всередині нового будинку Фокс знаходить свого колишнього інформатора «Глибоку горлянку». «Глибока горлянка» стверджує, що сфабрикував власну смерть, щоби уникнути тягаря, під яким він перебував, будучи частиною Синдикату, і припускає, що Малдер тепер може зробити те саме. Фокс знайомиться з Фаулі, і вони займаються любощами.
На відеозаписах з охорони лікарні Скаллі бачить, як мати Малдера розмовляє із Курцем, але не може зв'язатися з нею. Скаллі отримує пакет, що містить книгу про вірування корінних американців, де описується, як одна людина запобігає апокаліпсису, що наближається. Хтось завдає поранення Скіннеру; Скаллі намагається його зупинити. Знову відвідуючи Крічгау, Дейна помічає, що у нього викрадена копія її інформації про космічний корабель інопланетян. Після того, як він визнає, що зламав її комп'ютер, Дейна видаляє файли з його ноутбука.
Малдер возз'єднався зі своєю сестрою Самантою у новому житті. Він одружується з Фаулі, у них є діти. Роки швидко минають; він дорослішає, і Фаулі помирає. Малдеру виявляється, що він мріє про все: насправді він перебуває у державному закладі, за яким доглядають лікарі, поки Курець та Фаулі спостерігають за пацієнтом. Скаллі перестріває Фаулі і намагається дізнатися про Малдера. Курець готується до того, щоб йому вживили частини черепної тканини Малдера, які були інфіковані та активовані через чужорідний вірус. Під час операції Курець визнає, що вважає — Малдер став гібридом інопланетян і людини, і що, беручи генетичний матеріал Фокса, він переживе наступний натиск прибульців.
Малдер стає старим чоловіком уві сні і бачить труну з Фаулі. Некурящий Курець повідомляє геть старому Малдеру, що Фаулі, Глибока Горлянка, Саманта і Скаллі померли. Скаллі знову відвідує дух Альберта Гостіна, і переконує її молитися за Малдера. Перед самою трепанацією Малдер опритомнює й дивиться на Діану. Фаулі не витримує цього погляду й виходить з операційної. Скаллі прокидається в своїй квартирі, виявляючи, що хтось підсунув під двері картку безпеки.
Курець біля помираючого Малдера дивиться у вікно, спостерігаючи інопланетне знищення Землі. В реальному світі Крайчек вбиває Крічгау, спалює його папери та викрадає ноутбук. Користуючись карткою, Скаллі потрапляє в заклад, де утримують Малдера. У сні старого Малдера Скаллі зустрічає помираючим в ліжку і переконує розірвати уявне життя. В реальному світі Скаллі знаходить Малдера і вони рятуються втечею із закладу. Опритомніти Фоксу допомагає сльозинка Скаллі.
Через тиждень Скаллі зустрічається з Малдером у його квартирі та повідомляє Фоксу, що Фаулі була знайдена вбитою. І що саме Діана допомогла врятувати Малдера. Фокс визнає, що під час випробувань Скаллі була його константою. І заслуговує на щиросердний поцілунок.
Маленький Фокс і дорослий Малдер ліплять з піску космічний корабель.

## Зйомки
Епізод було написано Духовни та Крісом Картером. Це був другий сценарій Духовни — після епізоду 6-го сезону «Неприродний». Раніше він спільно з Картером розробляв фінал 2-го сезону «Анасазі», а також допомагав розробляти телепрограму для епізодів 3-го сезону «Втілення» та «Дівчино, підведись». Духовни працював над своєю частиною сценарію, поки Картер писав прем'єру сезону «Шосте вимирання». Потім Картер додав свої напрацювання до сценарію Духовни — після закінчення роботи над попереднім епізодом. Слоган, який з'являється у початкових титрах — amor fati. Ця латинська фраза стосується любові до долі, що є важливим поняттям у філософських працях Фрідріха Ніцше. У контексті епізоду підзаголовок був інтерпретований письменником Чарлтоном Макілвейном в книзі «When Death Goes Pop: Death, Media & Remaking of Community» як посилання на вподобання до наперед визначеного життя. В даному випадку — мрію Малдера. У своїй книзі «Ми хочемо вірити» Емі Дональдсон приходить до висновку, що фраза означає: Малдер повинен «любити свої страждання і пасивно приймати їх й активно здійснювати свою подорож та звільнити дух, щоб знайти нову бадьорість».
Частини епізоду про уламок корабля інопланетян і телепатичні здібності Малдера відсилають на давню теорію щодо космонавтів, що розумні позаземні істоти відвідували Землю і контактували з людьми в античності або передісторії. Спотніц був здивований тим, що на адресу виробників надійшло небагато скарг від шанувальників, хоча лінія «Біогенез»/«Шосте вимирання»/«Амор Фаті» сильно натякає — інопланетяни впливали на розвиток поняття Бога і релігії. Він похвалив манеру, в якій знімальна група обробляла цю тему, сказавши: «Часто в минулому ми робили речі, де я був впевнений, що отримаємо гнівні листи. Але ми це робимо нечасто. І причина в тому, як ми маємо справу у „Амор Фаті“ — ми поважали релігійну сторону (історії)».
«Шосте вимирання II: Амор Фаті» — останній епізод серіалу, в якому Мімі Роджерс виступає як агентка Фаулі. Прочитавши копію сценарію, Роджерс зрозуміла, що її персонаж «помре» до того, як закінчиться серія. Сценарій включав велику частину зйомок для Фаулі, яку Роджерс описала як «на сьогоднішній день найбільшу, що їй доводилося робити в епізоді». Пізніше вона пояснила: «Мені спало на думку (поки я читала сценарій) — це занадто добре. У мене занадто багато справ. Вони мене вб'ють».
Девіс був задоволений відзнятим, і заявив: «Для мене епізод був приголомшливим для зіграння, оскільки сценаристи зробили Курця дещо жорсткішим. Ми бачили в ньому стільки м'якості; було чудово зіграти цю жорстку сторону». Сказавши це, він описав сцену, в якій його прив'язали до операційного столу з Малдером, як «цілковито незручну». Пізніше він жартував, що «єдиним плюсом ситуації було те, що автор (Духовни) лежав на операційному столі поруч зі мною, почуваючись однаково незручно. Цікаво, чи написав би Девід так, якби знав, що йому доведеться пережити?»
Більшість епізодів були зняті в Лос-Анджелесі. Житлова громада у видіннях Малдера була знята в місцевості між Малібу та Пасіфік-Палісейдс. У сцені, коли Курець відкриває вікно, де видно апокаліптичний пейзаж, використано спеціальний набір та матовий фон для художнього маскування. Різні спецефекти, такі як вибухи, знімались окремо, а потім скомпоновані цифровим способом для створення фінальної сцени.

## Показ і відгуки
Перший показ епізоду в США відбувся у етері мережі «Fox» 14 листопада 1999 року. Вперше транслювався у Великій Британії на «Sky One» 26 березня 2000 року. У США серію переглянули 16,15 мільйона глядачів. Епізод отримав рейтинг Нільсена 10,1, з часткою 14. Це означає, що приблизно 10,1 % всіх домогосподарств, обладнаних телевізором, і 14 % домогосподарств, які дивляться телевізор, були налаштовані на епізод. У Великій Британії «Шосте вимирання II: Амор Фаті» переглянули 840 000 глядачів.
Початкові огляди епізоду були неоднозначними. Незалежна рецензентка з «SFScope» Сара Стегал присвоїла епізоду оцінку 3 зірки з п'яти. Вона стверджувала, що в цьому епізоді Малдер «не мученик, а жертва», що робить його «жалюгідним, а не героїчним». Том Кессеніч у книзі «Експертизи: несанкціонований погляд на сезони 6–9 Цілком таємно» надав епізоду позитивний відгук, зазначивши, що «заключна сцена, написана Духовни, є вишуканою, демонструючи красу і силу розвитку відносин Малдера й Скаллі». У огляді для «Cinefantastique» Пола Вітаріс надала епізоду змішаний відгук, присудивши 2 зірки з чотирьох. Вона критикувала переробку сюжету «один партнер лежить у комі, тоді як інший бігає навколо, намагаючись знайти ліки», але була більш позитивно налаштована на задумливість Малдера, назвавши її «візуально красивою».
Роберт Шірман та Ларс Пірсон у книзі «Хочемо вірити: критичний путівник з Цілком таємно, Мілленіуму та Самотніх стрільців» оцінили епізод 4 зірками з п'яти. Вони заявили, що «починається сьомий сезон із великим стилем», стаючи «криком збору на останній етап перегонів». Вони насолоджувалися його «справжньою пристрастю», якої, на їхню думку, важким міфологічним епізодам зазвичай бракувало. Емілі Вандерверф з «The A.V. Club» оцінила епізод на «В», але критикувала написання, назвавши його «дуже надуманою прозою»" і «найбільш витриманим сценарієм Картера з часів „Шляху благословення“». Вона також критикувала «абсолютно жорстокий» грим, який використовувався для перетворення Духовни в старого. Незважаючи на її негатив стосовно написання, сюжету та гриму, Вандерверф зазначила, що вона «по-справжньому насолоджується обидвома частинами Шостого вимирання однаково», незважаючи на те, що назвала його «розважально поганим і смішним надмірно». Вона похвалила сцену, коли Курець дивився на інопланетний апокаліпсис, вважаючи це «досить вражаючим досягненням телевізійних ефектів».

## Знімалися
- Девід Духовни — Фокс Малдер
- Джилліан Андерсон — Дейна Скаллі
- Мітч Піледжі — Волтер Скіннер
- Мімі Роджерс — Діана Фоулі
- Джон Фінн — Майкл Крічгау
- Вільям Брюс Девіс — Курець
- Ніколас Ліа — Алекс Крайчек
- Флойд Вестерман — Альберт Гостін
- Ребекка Тулан — Тіна Малдер
- Джеррі Гардін — Глибока Горлянка
- Меган Лейч — Саманта Малдер
- Браян Джордж — доктор проектів